# Beyond Ocean Avenue: Live at the Electric Factory
Es el primer DVD oficial de Yellowcard en vivo, contiene canciones de los discos One for the Kids, The Underdog EP y Ocean Avenue. Además se encuentran videos de las canciones del Sessions@AOL y un detrás de las escenas.

## Lista de canciones
1. Believe
2. Miles Apart
3. Life Of A Salesman
4. View From Heaven
5. Avondale
6. StarStruck
7. Powder
8. October Nights
9. A.W.O.L.
10. Empty Apartment
11. Ocean Avenue
12. Breathing
13. Back Home
14. Way Away
15. Twenty Three
16. Only One

- Datos: Q2295544